# Diolkos

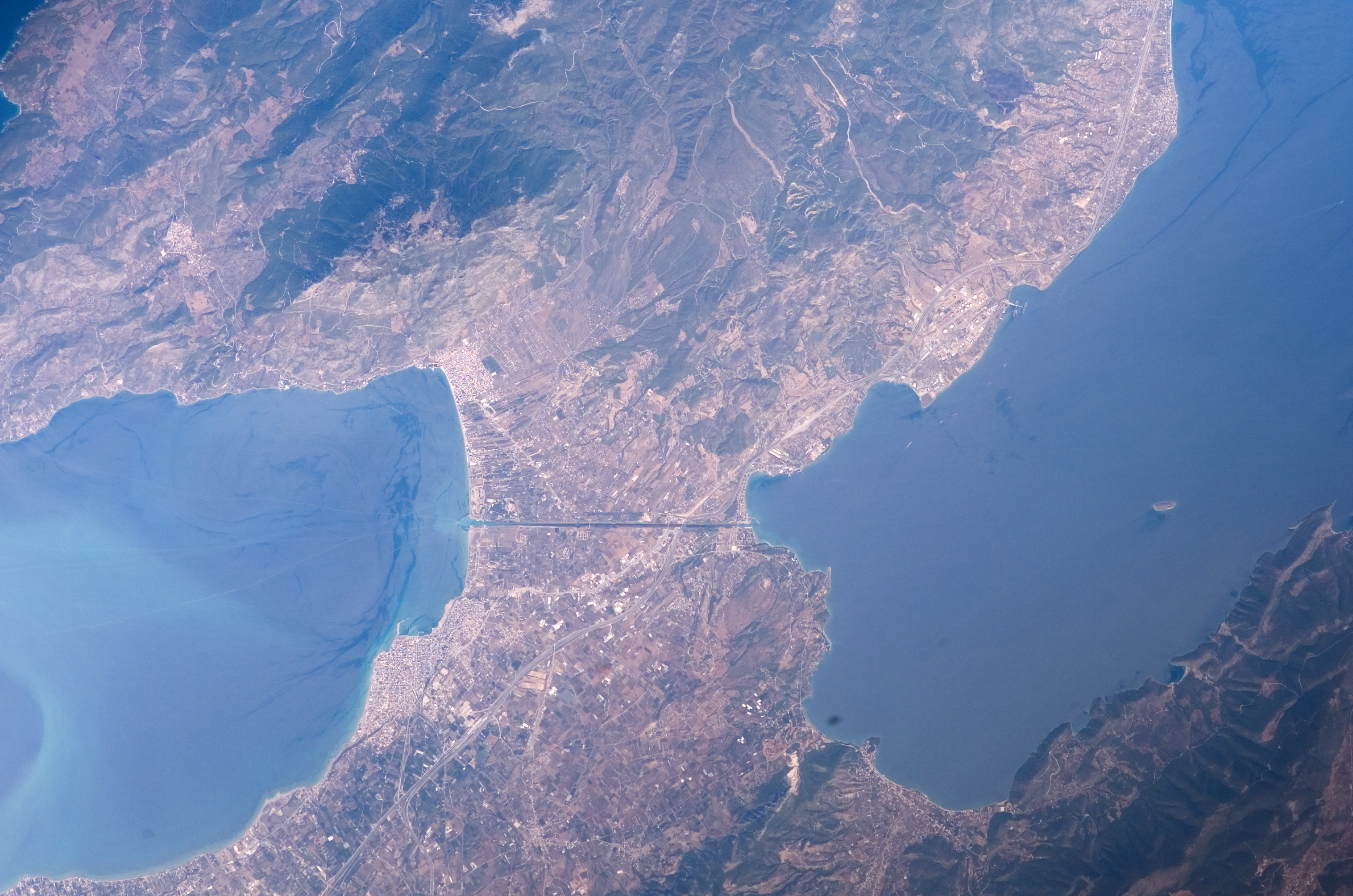
El istmo y el canal de Corinto. El diolkos seguía el trazado del actual canal.

Mapa del istmo de Corinto donde se aprecia la ubicación del Diolkos.

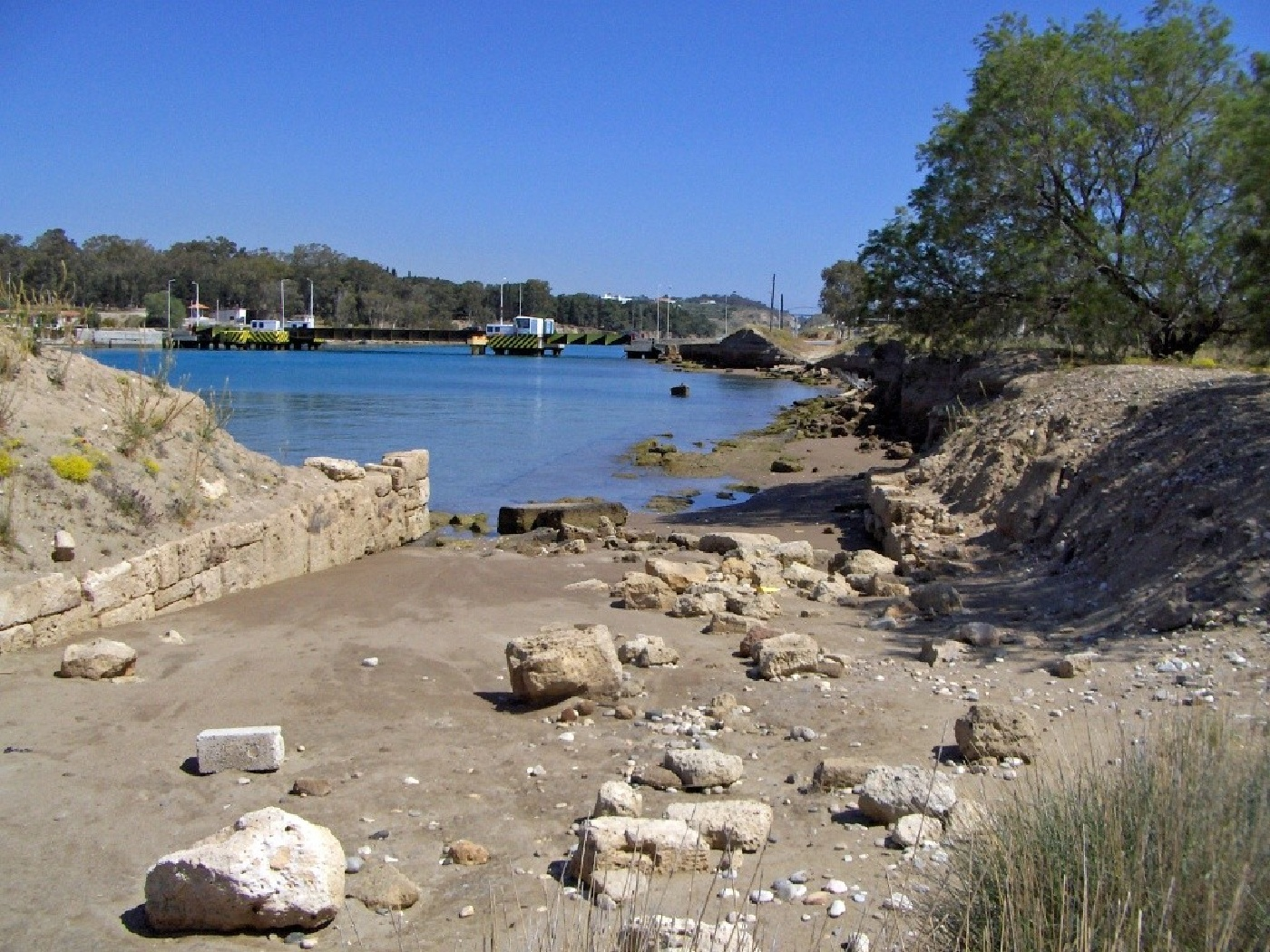
Rampa en el extremo occidental del Diolkos.

El diolkos, o también diolcos (en griego antiguo: Δὶολκος, de διά (diá) 'a través' o 'al otro lado' y ὁλκός (holkós) 'portaje' o 'transporte'), fue un camino guiado de la antigua Grecia, a través del cual las embarcaciones podían cruzar el istmo de Corinto por tierra haciendo un portaje, yendo del golfo de Corinto al golfo Sarónico. La calzada, que debía de extenderse entre 6 y 8 kilómetros, incluía una especie de carriles rudimentarios. Estuvo operativo desde el año 600 a. C. hasta el siglo I de nuestra era.
El diolkos permitía a los barcos navegar desde el mar Jónico hasta el mar Egeo, evitando navegar alrededor de la península del Peloponeso, cuyo litoral rocoso era sumamente peligroso: muchos barcos mercantes acababan destrozados contra los tres promontorios de la península, especialmente el cabo Matapan y el cabo Malea. En contraste, tanto el golfo de Corinto como el golfo Sarónico son relativamente aguas abrigadas. Además, el viaje por tierra por el istmo ofrecía una ruta mucho más corta a Atenas para los barcos que navegaban desde o hacia la costa jónica de Grecia.

## Construcción
Es probable que el diolkos fuera desarrollado por el segundo «tirano» (gobernante) de Corinto, Periandro (628-588 a. C.).
Este medio de transporte fue aparentemente la segunda elección de Periandro, después de prever un canal original que atravesase completamente el istmo. Fue disuadido aparentemente por matemáticos egipcios, quienes le advirtieron que, al conectar los dos mares, se corría el riesgo de sumergir el Peloponeso entero al calcular erróneamente las diferencias de nivel entre los dos mares.
Periandro reemplazó el método previo de transportar barcos —sobre grandes rodillos de madera— con unos seis kilómetros de calzada desde Esquinunte, en el golfo Sarónico, hasta el golfo de Corinto.
El camino, que variaba de tres a seis metros de ancho, está pavimentado con bloques de piedra caliza. Estos fueron puestos sobre una capa honda de arena y grava. Dos surcos paralelos fueron cortados en el camino, con un metro y medio de separación. A lo largo de éstos, corría el olkos, un vehículo análogo a un vagón de plataforma moderno, sobre el cual las embarcaciones eran tiradas por equipos de esclavos o animales. Las cargas de los barcos transportados serían descargadas para reducir el peso y llevadas por separado al otro lado del istmo y luego vueltas a cargar en el otro extremo bien en otros barcos o, si se transportaban también, en los mismos.
El camino realizaba curvas para reducir las pendientes que tenía que salvar en los dos extremos.
Los límites de capacidad de levantamiento de las grúas de la época, y la capacidad del olkos, deben haber restringido el uso del diolkos a los barcos más pequeños.
El transporte, a través del camino de una longitud de unos 6 km, podía llevar entre 3 y 8 horas.
El transporte se realizaba a cambio de un peaje.
Hay secciones del camino todavía visibles en la actualidad, y unos 500 m de su recorrido fueron excavados en el período 1956-1962.

## Época romana
Sin embargo, la idea del canal de Periandro continuó fascinando a los gobernantes romanos. El historiador Suetonio afirma que Julio César planificó un canal a través del istmo, entre otros grandiosos planes de ingeniería; sin embargo, fue asesinado antes de que pudiera llevarlo a cabo. El emperador Nerón inició una excavación, abriendo el suelo personalmente con un pico dorado y retirando la primera canasta, pero el proyecto fue abandonado cuando murió poco después.
El diolkos permaneció en uso durante todo el período del gobierno romano en Grecia (c. 180 a. C.-395) y desde la época bizantina hasta el siglo IX.
Casi 2.000 años tuvieron que pasar antes de que los barcos pudieran navegar directamente a través del istmo: el canal de Corinto fue abierto en 1893, transformando el Peloponeso en una isla.

## Literatura
- Walter Werner, «The largest ship trackway in ancient times: the Diolkos of the Isthmus of Corinth, Greece, and early attempts to build a canal», The International Journal of Nautical Archaeology (1997) 26.2: 98–119.